# La Vanguardia (Chile)
La Vanguardia (también denominada «Primera línea del rechazo») fue una sección de choque que participó en distintas protestas de movimientos de extrema derecha en Chile. Ha estado involucrada en múltiples hechos de violencia política callejera.
Tiene como inspiración al movimiento boogaloo.

## Antecedentes

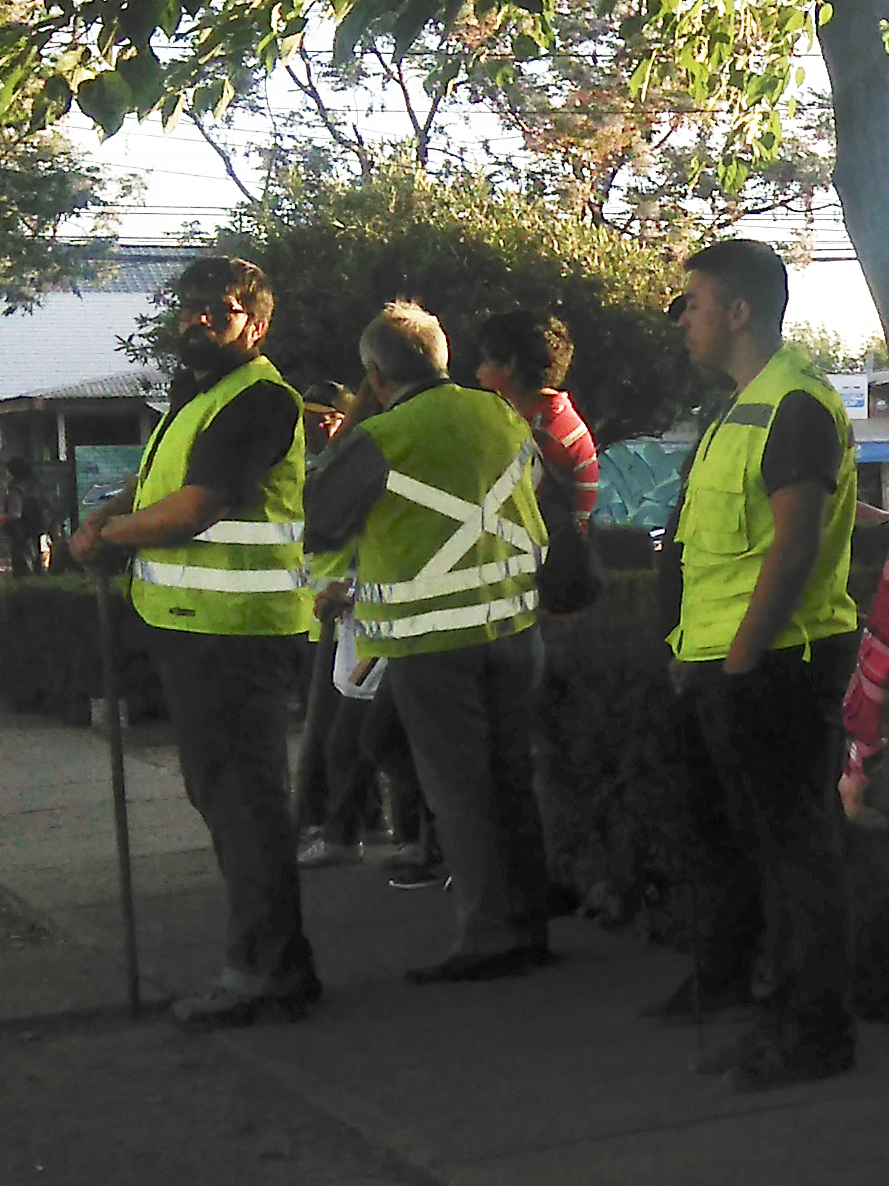
«Chalecos amarillos» en octubre de 2019, antecedentes de Vanguardia.

Antes de que esta organización existiera, el grupo Capitalismo Revolucionario organizaba grupos de autodefensa en sus protestas. Esta organización obtuvo una serie de críticas ya que llamaron a cubrir periodísticamente una protesta feminista a favor del aborto, realizaron una «funa» a la Central Única de Trabajadores en su homenaje a Fidel Castro y posteriormente al partido político Evópoli a las afueras de su sede.
También su líder y creador, Sebastián Izquierdo Almarza (nieto del político fascista Guillermo Izquierdo Araya), habría declarado que es necesario crear grupos que ejerzan la violencia en la política y en las manifestaciones.
En agosto de 2019, Izquierdo llamó a ir con escudos y lumas a la marcha contra la nueva ley de inmigración del Gobierno de Sebastián Piñera, para la autodefensa, ante amenazas de ataque por grupos contrarios, lo cual hizo que el senador Alejandro Navarro, junto con el Colegio de Abogados de Chile y el Instituto Nacional de Derechos Humanos denunciaran la situación y exigieran que la intendencia metropolitana denegara el permiso a la realización de la marcha.
La idea de la autodefensa surge tras el ataque que sufrió la «Marcha Por Jesús» (de carácter provida y anti «ideología de género») el 27 de octubre de 2018 por parte de grupos antifascistas y el ataque a una manifestación antiinmigración de marzo del mismo año, entre otros.

## Historia

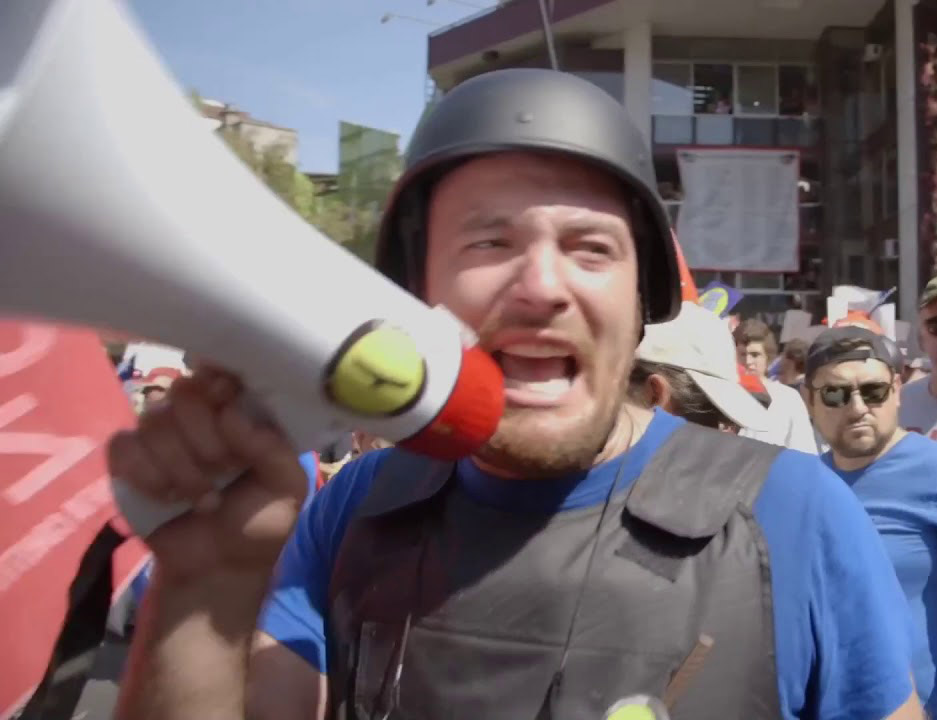
Sebastián Izquierdo, liderando una marcha del Rechazo, 2020

El grupo se fundó luego de ocurrido el Estallido social como fuerza de choque contra la Primera línea, y también para defender a diferentes marchas del «Rechazo» del Plebiscito nacional de Chile de 2020 para defender la constitución de 1980.
Este colaboró con los grupos de los denominados «Chalecos amarillos» para proteger las manifestaciones de su sector político, junto con infraestructura y locales que ellos consideraban estratégicos (supermercados principalmente) tras el vandalismo al que se veían expuestos.
En el segundo semestre de 2020, David Yáñez de «Aún Tenemos Patria» comenzó a liderar Vanguardia. El grupo se dividió en brigadas locales con nombres propios y autonomía.

## Controversias

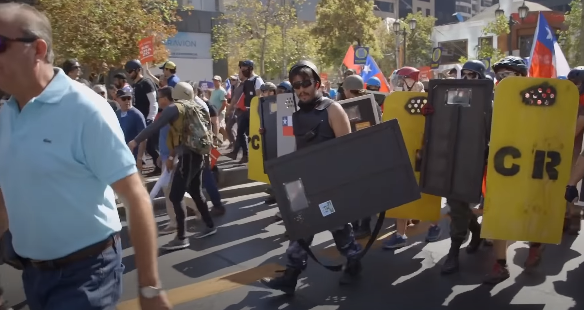
La Vanguardia en 2020.

El 10 de marzo de 2020 se dio a conocer que una de las sedes de la Unión Demócrata Independiente habría sido usada por parte de esta organización para fabricar distintos tipos de escudos y utilería que estos utilizan en sus manifestaciones. Cuestión que el diputado Jorge Alessandri confirmó, pero declarando que el partido no tenía vínculos con «La Vanguardia». A consecuencia de esto el PPD junto con el apoyo del senador progresista Alejandro Navarro envió un recurso al Tribunal Constitucional para intentar declarar inconstitucional, aludiendo al artículo 19 N.º 15 de la Constitución de Chile.
Uno de sus miembros Roberto Belmar Vergara, conocido como «Chopper» y por sus detractores como «Señora Meche», un activista abiertamente fascista y amigo personal del antiguo líder de La Vanguardia, Sebastián Izquierdo, fue detenido y querellado por la Fiscalía Oriente de Santiago por haber participado en «La Vanguardia» en las marchas del «Rechazo». Este fue acusado de violación a Ley de Control de Armas por efectuar disparo contra los manifestantes. Fue dejado en libertad luego de admitir los cargos en su contra, pasando 93 días en prisión preventiva. Belmar también fue foco de controversia luego de defender al asesino de María Isabel Pávez, el mexicano Carlos Méndez, usando el nombre de "Igor González", el cual es amigo de Belmar e Izquierdo; también se busca en México por causas pendiente de un femicidio ocurrido en dicho país.

## Tiempo Después

Polémicos Líderes de la Vanguardia

Uno de sus polémicos líderes se erradico en bio bio Roberto-belmar Alias "chopper" en donde materializo un subgrupo llamado "Legión Zorro" en donde viven de donaciones en Twitter para "Comprar pintura" para tapar murales de Izquierda 
se le vio apoyando abiertamente a Francisco Muñoz alias "pancho malo" dando a entender los vínculos con el mal ponderado "team patriota" 

por otro lado sebastian-izquierdo cumplió su arresto domiciliario se casó, escribió libros de bajas ventas y sigue subiendo videos en YouTube con su pensamiento dentro de su arresto domiciliario 